# Ivan Chtyl
Ivan Chtyl, né le 6 août 1986 à Komsomolsk-sur-l'Amour, est un céiste russe pratiquant la course en ligne.

## Palmarès

### Jeux olympiques
- 2012 à Londres,  Royaume-Uni
  -  Médaille d'argent en C-1 200 m

### Championnats du monde de course en ligne
- 2006 à Szeged,  Hongrie
  -  Médaille d'or en C-2 200 m

- 2007 à Duisbourg,  Allemagne
  -  Médaille d'or en C-2 200 m
  -  Médaille d'argent en C-4 200 m

- 2009 à Dartmouth,  Canada
  -  Médaille d'or en C-1 4 x 200 m
  -  Médaille d'argent en C-2 500 m
  -  Médaille d'argent en C-2 200 m

- 2010 à Poznań,  Pologne
  -  Médaille d'or en C-1 4 x 200 m
  -  Médaille d'or en C-1 200 m
  -  Médaille d'argent en C-2 200 m

- 2011 à Szeged,  Hongrie
  -  Médaille d'or en C-1 4 x 200 m
  -  Médaille d'argent en C-1 200 m

### Championnats d'Europe de course en ligne
- 2009 à Brandebourg  Allemagne
  -  Médaille d'or en C-1 4*200 m
  -  Médaille d'argent en C-1 200 m
  -  Médaille d'argent en C-2 200 m

- 2010 à Trasona  Espagne
  -  Médaille d'argent en C-2 200 m
  -  Médaille de bronze en C-1 200 m